# Congreso Indio de Malasia
El Congreso Indio de Malasia (CMI) (en tamil: மலேசிய திய்திய; ்கிரஸ்; en inglés: Malaysian Indian Congress, anteriormente conocido como Congreso Indio Malayo) es un partido político unirracial de Malasia y es uno de los miembros fundadores de la coalición gobernante, Barisan Nasional, anteriormente conocida como la Alianza, que estado en el poder desde que el país logró la independencia en 1957. El partido fue uno de los primeros en luchar por la independencia de Malaya y es uno de los partidos más antiguos del país.
El MIC se estableció en agosto de 1946, y dejó de existir brevemente al final de la Segunda Guerra Mundial, para luchar por la independencia de la India del dominio colonial británico. Después de que la India obtuviera su independencia, el MIC se reformó y se involucró en la lucha por la independencia de la Federación Malaya (actual Malasia) que se logró en 1957. Se posicionó para representar a la comunidad india en el desarrollo de posguerra del país. Fundó junto a la Organización Nacional de los Malayos Unidos (UMNO) y la Asociación China de Malasia (MCA), una coalición conocida como Partido de la Alianza, que obtuvo una victoria casi total en las primeras elecciones nacionales de 1955, y continuó gobernando hasta sufrir una debacle en 1969 y ser reemplazada por otra coalición, el Barisan Nasional (Frente Nacional), del cual el MIC continuó formando parte hasta la actualidad.
El partido fue una vez el partido más grande en representar a la comunidad india de Malasia, pero debido a que generalmente ha sido visto como laxo ante la creciente influencia de la mayoría malaya, ha tenido un desempeño deficiente en las elecciones desde 2008, con la comunidad india mayoritariamente votando por la oposición.

## Logros del partido

### Bienestar educativo
Más de 10,000 estudiantes han obtenido préstamos y becas por un total de 60.000 ringgit en los últimos 20 años del fondo de Desarrollo del Instituto de Educación de Maju (MIED), el brazo educativo del MIC. El partido patrocinó la Cooperativa Multiusos Nesa y el Trust Unit MIC como parte de su programa de emprendimientos económicos, y también estableció el MIC Education Fund para los hijos de los miembros y la Indian Indian Scholarship para la educación superior.

### Proyecto de universidad privada
El Instituto Asiático de Medicina, Ciencia y Tecnología de la Universidad (AIMST) es el mayor proyecto en curso de MIC. Ya comenzó las operaciones y ofrece una gama de programas basados en la ciencia y la tecnología, incluida la medicina. Fue fundado el 15 de marzo de 2001 por el Instituto de Desarrollo Educativo de Maju (MIED), el brazo educativo del MIC.

## Resultados electorales
Junto con la UMNO, la MCA y el PAS, el MIC es el uno de los cuatro únicos partidos políticos de Malasia en han obtenido representación parlamentaria en todas las legislaturas desde la elección al Consejo Legislativo Federal en 1955, siendo el más pequeño de los cuatro, al no haber superado nunca el 5% de los escaños de la legislatura en cuestión.
|  | 2.68 % |

|  | 1.02 % |

|  | 1.02 % |

|  | 1.08 % |

|  | 2.32 % |

|  | 1.93 % |

|  | 1.92 % |

|  | 2.21 % |

|  | 2.05 % |

|  | 3.28 % |

|  | 2.66 % |

|  | 3.18 % |

|  | 2.26 % |

|  | 2.59 % |

|  | 1.39 % |